# Cécile Prince
Cécile Prince, née le 15 mai 1937 à Grenoble, est une skieuse alpine française spécialisée dans la discipline technique qu'est le slalom. Elle prend part aux Jeux olympiques 1964 à l’épreuve de slalom aux côtés de Christine Goitschel, Marielle Goitschel et Annie Famose. Prince était cinquième de la première manche derrière les sœurs Goitschel mais en seconde manche une chute à 100 mètres de l'arrivée la disqualifie.

## Palmarès

### Jeux olympiques
| Épreuve / Édition | Descente | Slalom géant | Slalom       |
| ----------------- | -------- | ------------ | ------------ |
| JO 1964 Innsbruck | —        | —            | Disqualifiée |

### Championnats du monde
| Épreuve / Édition | Descente | Slalom géant | Slalom       | Combiné |
| ----------------- | -------- | ------------ | ------------ | ------- |
| JO 1964 Innsbruck | —        | —            | Disqualifiée | —       |